# 裕安区
裕安区是中國安徽省六安市下辖的一个市辖区。区域总面积为1926平方公里，常住总人口約103.8万，裕安区成立於1999年9月2日。区人民政府驻鼓楼街道龙河西路652号。

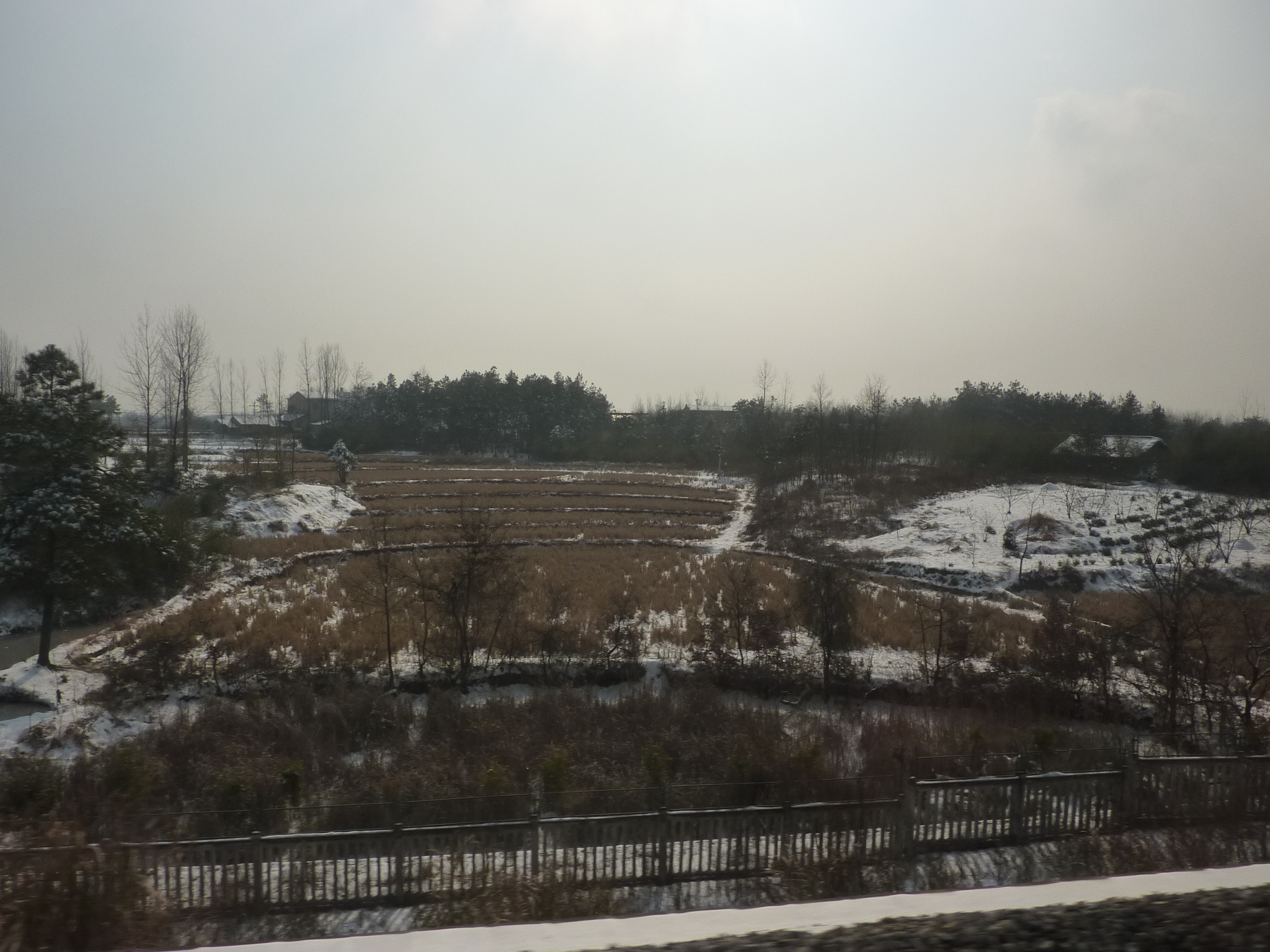

## 行政区划
裕安区下辖3个街道办事处、12个镇、7个乡：
| 街道       | 镇       | 乡       |
| ---------- | -------- | -------- |
| 鼓楼街道   | 苏埠镇   | 石板冲乡 |
| 西市街道   | 韩摆渡镇 | 西河口乡 |
| 小华山街道 | 新安镇   | 平桥乡   |
|            | 顺河镇   | 罗集乡   |
|            | 独山镇   | 狮子岗乡 |
|            | 石婆店镇 |          |
|            | 城南镇   |          |
|            | 丁集镇   |          |
|            | 分路口镇 |          |
|            | 江家店镇 |          |
|            | 固镇镇   |          |
|            | 徐集镇   |          |

## 人口
根据全国第七次人口普查数据显示，截至2022年末，裕安区户籍人口1038049人。

## 土特产品
皖西大白鹅（家庭土法饲养尤优）、白鹅鹅绒和羽毛、河湾沙土地区的白萝卜以及晒干的萝卜丝、农户家庭土法饲养的山羊以及风干的羊肉等、野菜（干马齿苋等）、家庭散养鸡及其鸡蛋。